# Henri Fantin-Latour
Henri Fantin-Latour (Grenoble, 14 de gener de 1836 - Buré, 25 d'agost de 1904) fou un pintor francès.
Es va formar amb el seu pare, el també pintor Jean-Theodore Fantin-Latour, i més tard amb Lecocq de Boisbaudran. Es va relacionar amb els més importants artistes de l'època. Va treballar en el taller de Courbet i va ser amic de Manet, encara que es va mantenir al marge de l'impressionisme, practicant una espècie de realisme líric. Va cultivar el retrat femení, les natures mortes, els temes de música i, sobretot, els retrats col·lectius. Va dedicar moltes de les seves composicions al·legòriques a Wagner, especialment litografies.

## Obra
- Le Songe (1854)
- Homenatge a Delacroix (1864): exposat al museu d'Orsay a París, es va pintar un any després de la mort de Delacroix. Representa deu homes a un i altre costat del retrat de l'homenatjat. En el grup figura Baudelaire.
- Un Taller de Batignolles (1870): representa el taller de Manet al 34 del bulevard de Batignols, a París. L'aspecte de l'estança és ordenat i burgès. Hi apareixen Manet -assegut pintant el retrat de Zacharie Astruc- el mateix Astruc, Émile Zola, Edmond Maître, Otto Scholderer, Renoir, Bazille i Monet. Aquest quadre, actualment exposat a Orsay, es va presentar al Saló de 1870.
- Un racó de taula (1872): presentat al Saló de 1872, actualment al museu d'Orsay. Es tracta d'un retrat col·lectiu en què apareixen Verlaine i Rimbaud junt amb poetes joves de l'època. En peus, d'esquerra a dreta figuren: Elzéar Bonnier, Emile Blémont, Jean Aicard. Asseguts estan Paul Verlaine, Arthur Rimbaud, Léon Valade, Ernest d'Hervilly, Camille Pelletan. Tots estan vestits de negre excepte Camille Pelletan, que no és un poeta sinó polític.
- Prop del piano (1876).
- Gólgota.

En la seva maduresa, es va centrar en la producció de natures mortes de flors, de les quals hi ha exemples al Museu Thyssen-Bornemisza i al palau de Liria, tots dos a Madrid.